# Olympische Sommerspiele 2000/Gewichtheben – Leichtgewicht (Männer)
Das Gewichtheben der Männer in der Klasse bis 69 kg (Leichtgewicht) bei den Olympischen Sommerspielen 2000 in Sydney fand am 20. September 2000 im Sydney Convention and Exhibition Centre statt. Es traten 17 Athleten aus 14 Ländern an.
Der Wettkampf bestand aus zwei Teilen: Reißen (Snatch) und Stoßen (Clean and Jerk). Die Athleten traten in zwei Gruppen zuerst im Reißen an, bei dem sie drei Versuche hatten. Gewichtheber ohne gültigen Versuch schieden aus. Im Stoßen hatte wieder jeder Athlet drei Versuche. Der Athlet mit dem höchsten zusammenaddierten Gewicht gewann. Im Falle eines Gleichstandes gab das geringere Körpergewicht den Ausschlag.

## Rekorde

### Bestehende Rekorde
| Weltrekord | Reißen    | Galabin Boewski | 162,5 kg | Athen, Griechenland | 24. November 1999 |
| Weltrekord | Stoßen    | Galabin Boewski | 195 kg   | Athen, Griechenland | 24. November 1999 |
| Weltrekord | Zweikampf | Galabin Boewski | 357,5 kg | Athen, Griechenland | 24. November 1999 |

### Neue Rekorde
| Weltrekord         | Reißen              | Georgi Markow   | 165 kg   | Sydney, Australien | 20. September 2000 |
| Weltrekord         | Stoßen (egalisiert) | Galabin Boewski | 195 kg   | Sydney, Australien | 20. September 2000 |
| Olympischer Rekord | Reißen              | Georgi Markow   | 165 kg   | Sydney, Australien | 20. September 2000 |
| Olympischer Rekord | Stoßen              | Galabin Boewski | 195 kg   | Sydney, Australien | 20. September 2000 |
| Olympischer Rekord | Zweikampf           | Galabin Boewski | 357,5 kg | Sydney, Australien | 20. September 2000 |

## Zeitplan
- Gruppe B: 20. September 2000, 10:30 Uhr (Ortszeit)
- Gruppe A: 20. September 2000, 18:30 Uhr (Ortszeit)

## Endergebnis
| Rang | Athlet            | Nation        | Gr. | Kgw.  | Reißen (kg) | Reißen (kg) | Reißen (kg) | Reißen (kg) | Stoßen (kg) | Stoßen (kg) | Stoßen (kg) | Stoßen (kg) | Zweikampf |
| Rang | Athlet            | Nation        | Gr. | Kgw.  | 1           | 2           | 3           | Gesamt      | 1           | 2           | 3           | Gesamt      | Zweikampf |
| ---- | ----------------- | ------------- | --- | ----- | ----------- | ----------- | ----------- | ----------- | ----------- | ----------- | ----------- | ----------- | --------- |
| 1    | Galabin Boewski   | Bulgarien     | A   | 68,78 | 155,0       | 160,0       | 162,5       | 162,5       | 185,0       | 190,0       | 196,5       | 195,0       | 357,5     |
| 2    | Georgi Markow     | Bulgarien     | A   | 68,92 | 155,0       | 160,0       | 165,0       | 165,0       | 182,5       | 187,5       | 192,5       | 187,5       | 352,5     |
| 3    | Sjarhej Laurenau  | Belarus       | A   | 68,42 | 152,5       | 157,5       | 163,0       | 157,5       | 182,5       | 187,5       | 187,5       | 182,5       | 340,0     |
| 4    | Zhang Guozheng    | China         | A   | 68,64 | 150,0       | 150,0       | 152,5       | 152,5       | 185,0       | 185,0       | 190,0       | 185,0       | 337,5     |
| 5    | Rudik Petrosjan   | Armenien      | A   | 68,84 | 142,5       | 147,5       | 150,0       | 147,5       | 182,5       | 187,5       | 192,5       | 187,5       | 335,0     |
| 6    | Valerios Leonidis | Griechenland  | A   | 68,40 | 145,0       | 150,0       | 150,0       | 145,0       | 185,0       | 185,0       | 185,0       | 185,0       | 330,0     |
| 7    | Lee Bae-yeong     | Südkorea      | A   | 68,64 | 142,5       | 142,5       | 147,5       | 142,5       | 180,0       | 187,5       | 187,5       | 187,5       | 330,0     |
| 8    | Kim Hak-bong      | Südkorea      | A   | 68,84 | 142,5       | 147,5       | 150,0       | 147,5       | 180,0       | 182,5       | 182,5       | 182,5       | 330,0     |
| 9    | Turan Mirzəyev    | Aserbaidschan | B   | 68,50 | 140,0       | 145,0       | 147,5       | 147,5       | 175,0       | 180,0       | 182,5       | 180,0       | 327,5     |
| 10   | Youssef Sbaî      | Tunesien      | B   | 68,48 | 140,0       | 142,5       | 142,5       | 142,5       | 172,5       | 177,5       | 180,0       | 177,5       | 320,0     |
| 11   | Yoshihisa Miyaji  | Japan         | B   | 68,92 | 145,0       | 145,0       | 150,0       | 150,0       | 170,0       | 175,0       | 175,0       | 170,0       | 320,0     |
| 12   | François Demeure  | Belgien       | B   | 68,58 | 140,0       | 140,0       | 145,0       | 140,0       | 170,0       | 175,0       | 175,0       | 170,0       | 310,0     |
| 13   | Giuseppe Ficco    | Italien       | B   | 68,92 | 127,5       | 132,5       | 132,5       | 132,5       | 165,0       | 170,0       | —           | 170,0       | 302,5     |
| 14   | Yasin Arslan      | Türkei        | B   | 68,20 | 130,0       | 135,0       | 137,5       | 135,0       | 160,0       | 165,0       | 170,0       | 165,0       | 300,0     |
| 15   | Sébastien Groulx  | Kanada        | B   | 68,30 | 125,0       | 130,0       | 132,5       | 130,0       | 160,0       | 167,5       | 172,5       | 167,5       | 297,5     |
| 16   | Alexi Batista     | Panama        | B   | 68,48 | 112,5       | 112,5       | 112,5       | 112,5       | 130,0       | 130,0       | 130,0       | 130,0       | 242,5     |
| —    | Wan Jianhui       | China         | A   | 68,98 | 147,5       | 147,5       | 150,0       | 147,5       | 180,0       | 180,0       | 180,0       | NVL         | —         |